# 사라 비외르크 귄나르스도티르
사라 비외르크 귄나르스도티르(아이슬란드어: Sara Björk Gunnarsdóttir, 1990년 9월 29일 ~ )는 아이슬란드의 여자 축구 선수이다. 포지션은 미드필더이며, 현재 이탈리아의 유벤투스 FC에서 활동하고 있다.

## 클럽 경력
2004년에 하프나르피외르뒤르를 연고로 하는 여자 축구 클럽인 하우카르에 입단했으며 2008년에는 브레이다블리크로 이적했다. 2011년부터 2016년까지 스웨덴의 여자 축구 클럽인 로셍오르드 소속으로 뛰면서 팀의 다말스벤스칸 4회 우승, 여자 스벤스카 쿠펜 1회 우승에 기여했다. 2016년 5월에는 독일의 여자 축구 클럽인 VfL 볼프스부르크로 이적했다. 2020년까지 활동하다가 그해 올랭피크 리옹 페미닌에 이적하여 2년을 활동하다가 유벤투스 FC로 이적하였다.

## 국가대표 경력
2007년 8월 26일에 열린 슬로베니아와의 UEFA 여자 유로 2009 예선 경기에 처음 출전하면서 아이슬란드 여자 축구 국가대표팀 선수로 데뷔했다. UEFA 여자 유로 2009, UEFA 여자 유로 2013, UEFA 여자 유로 2017에 참가했다.

## 수상
로셍오르드
- 다말스벤스칸 4회 우승 (2011, 2013, 2014, 2015)
- 여자 스벤스카 쿠펜 1회 우승 (2015-16)
- 여자 스벤스카 수페르쿠펜 4회 우승 (2011, 2012, 2015, 2016)

VfL 볼프스부르크
- 프라우엔-분데스리가 4회 우승 (2016-17, 2017-18, 2018-19, 2019-20)
- 여자 DFB-포칼 4회 우승 (2016-17, 2017-18, 2018-19, 2019-20)

올랭피크 리옹 페미닌
- 디비지옹 1 페미닌 1회 우승 (2021-22)
- 쿠프 데 프랑스 페미닌 1회 우승 (2019-20)
- UEFA 여자 챔피언스리그 2회 우승 (2019-20, 2021-22)